# Carl von Otter (1783–1870)
Carl Arvid von Otter, född 1 maj 1783 Öggestorps församling, Jönköpings län, död 27 april 1870 i Växjö stadsförsamling, Kronobergs län, var en svensk friherre och lagman.

## Biografi
Carl von Otter föddes 1783 på Sjöryd i Öggestorps socken. Han var son till lagmannen Casten von Otter i Östergötlands lagsaga och friherrinnan Lovisa Ulrika Silfverschiöld. Von otter blev 1799 student vid Lunds universitet och avlade 16 december 1800 juridisk examen. Han blev 27 februari 1801 auskultant i Göta hovrätt och 5 april 1802 extra ordinarie kanslist vid hovrätten. Von Otter blev 21 april 1806 vice häradshövding, 15 juni 1807 kanslist och fick 28 maj 1810 häradshövdings fullmakt med tur och befordringsrätt. Han blev 16 juni 1711 tillförordnad lagman i Östergötlands lagsaga och tog i april 1813 avsked ur Göta hovrätt. Von Otter fick 15 februari 1814 lagmans namn, heder och värdighet och blev 25 februari 1817 lagman i Tiohärads lagsaga. Han avled 1870 i Växjö.
Han var anställd i olika befattningar i Göta hovrätt 1801-1813. Lagman i Tiohärads lagsaga 1817 tills denna lades ner den 31 december 1849.

### Familj
Von Otter gifte sig 2 augusti 1811 på Torpa i Länghems socken med friherrinnan Elsa Christina Ehrenkrona (1788–1826), dotter till hovstallmästaren, friherre Erik Filip Gammal Ehrenkrona och friherrinnan Carolina Rudenschöld. De fick tillsammans barnen hovrättsnotarien Casten Filip von Otter (1812–1871) i Göta hovrätt, Carolina Lovisa von Otter (1816–1847), kaptenen, riksdagsmannen Carl von Otter (1819–1883) vid Smålands grenadjärbataljon, Mariana Erika Christina von Otter (1822–1869) som var gift med doktorn Sven Niklas Selldén, Erik Gustaf von Otter (1824–1828) och Elsa Christina Helena Vilhelmina von Otter (1826–1826).